# Turbon AG
Die Turbon AG ist ein börsennotierter Anbieter von wiederbefüllten Tonerkartuschen für Laserdrucker. Turbon sammelt gebrauchte Kartuschen ein, recycelt diese in Werken in Rumänien, Thailand und Mexiko und vertreibt sie weltweit, mit Schwerpunkt Europa und USA. Nach eigenen Angaben ist das Unternehmen einer der größeren Anbieter in einer sehr wettbewerbsintensiven Branche.
Zum Turbon-Konzern gehört auch die Multimediaagentur Bright Parameters in Hattingen.

## Marken
Turbon-Produkte werden unter verschiedenen Eigen- und Fremdmarken angeboten. Hierzu zählen:
- IBM: Kartuschen für HP-Laserdrucker
- Evergreen, Bürotechnik-Anbieter in den USA
- Keymax: Eigenmarke
- Premium / PrintMaster: Eigenmarke mit breitem Sortiment

## Standorte
Am Hauptsitz Hattingen befindet sich die börsennotierte Holding und die Vertriebszentrale für Europa. Das US-Geschäft ist in der Turbon USA, Inc. in Pennsauken (New Jersey) gebündelt, mit Logistikstandorten in York (Pennsylvania), und San Diego (Kalifornien).
Die Produktion ist wegen günstiger Lohnstückkosten in Calarasi (Rumänien), Bled (Slowenien), Bangpoo (Samut Prakan, Thailand) und Mexiko angesiedelt, sowie in Feldkirchen in Kärnten (Österreich). Die Standorte in Kalifornien und Mexiko wurden 2014 mit dem US-Wettbewerber International Laser Group übernommen; Slowenien und Österreich kam 2015 mit der Übernahme der österreichischen Partnerunternehmens Embatex AG hinzu.

## Geschichte
Das Unternehmen wurde 1962 als Turbon International GmbH gegründet. Zweck war Herstellung und Vertrieb von „schreibtechnischen Produkten aller Art“ sowie der Handel mit Schreib- und Rechenmaschinen und Zubehör. Mit Aufkommen der elektronischen Datenverarbeitung wurde das Sortiment um entsprechende bürotechnische Artikel ergänzt.
Zum Hauptprodukt wurden Farbbänder, insbesondere für Matrixdrucker. Später kamen wiederbefüllte Tintenpatronen, einfarbige und schließlich verschiedenfarbige Kartuschen für Laserdrucker hinzu. Der Wechsel der Drucktechnologien stellte das Unternehmen immer wieder vor die Herausforderung, das Geschäftsmodell und die Produktion auf eine neue Technologie umzustellen. Heute werden Laserkartuschen als einziges Produkt genannt. Dabei entfallen ca. 80 Prozent des Umsatzes auf monochrom- und 20 Prozent (Tendenz steigend) auf Farbprodukte (Stand 2014[veraltet]).
Im Boomjahr 2000 erzielte Turbon Rekordumsatzerlöse von rund 300 Mio. DM. Bis 2013 halbierte sich der Umsatz durch Wettbewerbsdruck, Verlust von Großkunden und Aufgabe unrentabler Produkte auf 75 Mio. €. Dabei blieb Turbon stets profitabel, mit EBIT-Margen zwischen 1 und 9 % (8 % im Jahr 2013), und zahlte regelmäßig Dividenden. Die Übernahme von International Laser Group und eines weiteren US-Unternehmens hob den Umsatz 2014 wieder über 100 Mio. €. Damit entfiel die Hälfte des Geschäfts auf Nordamerika.

## Börsennotierung und Aktionäre
Turbon ist seit 1991 börsennotiert, heute im regulierten Markt in Frankfurt.
Nach dem Börsengang hielt der Gründer und Vorstandsvorsitzende Klaus Turbon 67,5 % der Aktien; der Rest war im Streubesitz. Ende der 1990er Jahre verkaufte der Hauptaktionär ca. 26 % der Firmenanteile an den Drucker- und Druckmaterialhersteller NCR, während die übrigen Familienanteile auf den neuen Vorstandsvorsitzenden Holger Brückmann-Turbon übergingen. Im Juni 2014 kaufte Holger Brückmann-Turbon die NCR-Anteile zurück und hält seitdem knapp 75 % der Aktien. Den Rückkauf finanzierte er durch hohe Sonder-Dividendenausschüttungen, die den Aktienkurs in einem Niedrigzinsumfeld auf neue Höchststände trieben. Die Differenz zu den ursprünglichen 67,5 % erklärt sich durch Aktienrückkäufe der Gesellschaft.

## Unternehmenswebsites
- www.turbon.de
- turbongroup.com, USA
- brightparameters.com